# Walks Like Rihanna
«Walks Like Rihanna» es el nuevo sencillo de la boy band The Wanted de su tercer álbum Word Of Mouth. El sencillo será lanzado el 23 de junio de 2013. Fue anunciado por  la banda el 26 de abril de 2013. El vídeo de la canción ya fue grabado en Los Ángeles. El sencillo de The Wanted está producido por Dr. Luke y ha dejado a la expectativa de sus fanes por su título Walks Like Rihanna traducido como "Ella camina como Rihanna". Una parte de la canción dice así: "Ella no puede cantar, ella no puede bailar, pero a quién le importa, ella camina como Rihanna".

## Posicionamiento en listas

### Listas semanales
| Chart (2013)                                | Peak position |
| ------------------------------------------- | ------------- |
| Australia (ARIA)                            | 32            |
| Austria (Ö3 Austria Top 40)                 | 53            |
| Bélgica (Flandes) (Ultratip Bubbling Under) | 2             |
| Bélgica (Valonia) (Ultratip Bubbling Under) | 19            |
| Brasil (Billboard Brasil Hot 100)           | 95            |
| Brasil Hot Pop Songs                        | 27            |
| República Checa (Rádio Top 100)             | 8             |
| Francia (SNEP)                              | 82            |
| Alemania (Media Control AG)                 | 54            |
| Hungría (Rádiós Top 40)                     | 33            |
| Irlanda (IRMA)                              | 3             |
| Israel (Media Forest)                       | 6             |
| Países Bajos (Dutch Top 40)                 | 16            |
| España (Top 100 Canciones)                  | 27            |
| Escocia (Scottish Singles Sales Chart)      | 2             |
| Eslovaquia (Rádio Top 100)                  | 25            |
| Reino Unido (UK Singles Chart)              | 4             |